# بجلة بنت هنأة
بجلة بنت هنـأة بـن مالك الأزدي أم جاهلية نسب إليها بنوها من بني سليم، ومنهم عمرو بن عبسة السلمي، وهو من قدماء الصحابة، روى عنه كبار التابعين بالشام.